# ساندرو پترالیا
ساندرو پترالیا (ایتالیایی: Sandro Petraglia؛ زادهٔ ۱۹ آوریل ۱۹۴۷) فیلم‌نامه‌نویس، مؤلف، نویسنده و کارگردان فیلم اهل ایتالیا است که همکاری فراوانی با استفانو رولی داشت.
از جمله فیلم‌های او می‌توان قتل، تا ابد مری، بچه‌های دزدیده‌شده، فیوریله، آتش‌بس، بهترین دوران جوانی، زندگی ما، جولیا و جولیا و برادرم تنها فرزند است را نام برد.